# Lista över fornlämningar i Strängnäs kommun (Härad)
Lista över fornlämningar i Strängnäs kommun (Härad) är en förteckning av ett urval av de fornlämningar som finns i Härad i Strängnäs kommun.
| Namn                             | Lämningstyp                      | Tillkomsttid | Historisk indelning | Plats             | Läge                 | ID-nr          | Bild                                      |
| -------------------------------- | -------------------------------- | ------------ | ------------------- | ----------------- | -------------------- | -------------- | ----------------------------------------- |
| Härad 3:1                        | Röse                             |              | Härad, Södermanland |                   | 59.347992, 16.896982 | 10033600030001 | Ladda upp en bild av detta fornminne      |
| Härad 3:2                        | Stensättning                     |              | Härad, Södermanland |                   | 59.347821, 16.897144 | 10033600030002 | Ladda upp en bild av detta fornminne      |
| Härad 4:1                        | Röse                             |              | Härad, Södermanland |                   | 59.348363, 16.894627 | 10033600040001 | Ladda upp en bild av detta fornminne      |
| Härad 5:1                        | Gravfält                         |              | Härad, Södermanland |                   | 59.348901, 16.894508 | 10033600050001 | Ladda upp en bild av detta fornminne      |
| Härad 6:1                        | Gravfält                         |              | Härad, Södermanland |                   | 59.355684, 16.882546 | 10033600060001 | Ladda upp en bild av detta fornminne      |
| Härad 7:1                        | Gravfält                         |              | Härad, Södermanland |                   | 59.348192, 16.892773 | 10033600070001 | Ladda upp en bild av detta fornminne      |
| Härad 8:1                        | Gravfält                         |              | Härad, Södermanland |                   | 59.347852, 16.892025 | 10033600080001 | Ladda upp en bild av detta fornminne      |
| Härad 9:1                        | Gravfält                         |              | Härad, Södermanland |                   | 59.354899, 16.881261 | 10033600090001 | Ladda upp en bild av detta fornminne      |
| Härad 9:2                        | Gravfält                         |              | Härad, Södermanland |                   | 59.355918, 16.881145 | 10033600090002 | Ladda upp en bild av detta fornminne      |
| Härad 10:1                       | Gravfält                         |              | Härad, Södermanland |                   | 59.353704, 16.881284 | 10033600100001 | Ladda upp en bild av detta fornminne      |
| Härad 11:1                       | Gravfält                         |              | Härad, Södermanland |                   | 59.358085, 16.860816 | 10033600110001 | Ladda upp en bild av detta fornminne      |
| Härad 12:1                       | Gravfält                         |              | Härad, Södermanland |                   | 59.356700, 16.863083 | 10033600120001 | Ladda upp en bild av detta fornminne      |
| Härad 18:1                       | Gravfält                         |              | Härad, Södermanland |                   | 59.357562, 16.901762 | 10033600180001 | Ladda upp en bild av detta fornminne      |
| Härad 19:1                       | Gravfält                         |              | Härad, Södermanland |                   | 59.356084, 16.906083 | 10033600190001 | Ladda upp en bild av detta fornminne      |
| Härad 19:2                       | Stensättning                     |              | Härad, Södermanland |                   | 59.355103, 16.907466 | 10033600190002 | Ladda upp en bild av detta fornminne      |
| Härad 19:3                       | Gravfält                         |              | Härad, Södermanland |                   | 59.354903, 16.908241 | 10033600190003 | Ladda upp en bild av detta fornminne      |
| Härad 20:1                       | Stensättning                     |              | Härad, Södermanland |                   | 59.347816, 16.904856 | 10033600200001 | Ladda upp en bild av detta fornminne      |
| Härad 21:1                       | Stensättning                     |              | Härad, Södermanland |                   | 59.348162, 16.904165 | 10033600210001 | Ladda upp en bild av detta fornminne      |
| Härad 22:1                       | Gravfält                         |              | Härad, Södermanland |                   | 59.349530, 16.903130 | 10033600220001 | Ladda upp en bild av detta fornminne      |
| Härad 23:1                       | Hög                              |              | Härad, Södermanland |                   | 59.358761, 16.892087 | 10033600230001 | Ladda upp en bild av detta fornminne      |
| Härad 23:2                       | Stensättning                     |              | Härad, Södermanland |                   | 59.358982, 16.892131 | 10033600230002 | Ladda upp en bild av detta fornminne      |
| Härad 24:1                       | Gravfält                         |              | Härad, Södermanland |                   | 59.356810, 16.927444 | 10033600240001 | Ladda upp en till bild av detta fornminne |
| Härad 25:1                       | Gravfält                         |              | Härad, Södermanland |                   | 59.357000, 16.931707 | 10033600250001 | Ladda upp en till bild av detta fornminne |
| Härad 25:2                       | Stensättning                     |              | Härad, Södermanland |                   | 59.357690, 16.931706 | 10033600250002 | Ladda upp en bild av detta fornminne      |
| Härad 26:1                       | Gravfält                         |              | Härad, Södermanland |                   | 59.356952, 16.932770 | 10033600260001 | Ladda upp en bild av detta fornminne      |
| Härad 27:1                       | Stensättning                     |              | Härad, Södermanland |                   | 59.345167, 16.905301 | 10033600270001 | Ladda upp en bild av detta fornminne      |
| Härad 28:1                       | Stensättning                     |              | Härad, Södermanland |                   | 59.343987, 16.909201 | 10033600280001 | Ladda upp en bild av detta fornminne      |
| Härad 30:1                       | Fornborg                         |              | Härad, Södermanland |                   | 59.328622, 16.848317 | 10033600300001 | Ladda upp en bild av detta fornminne      |
| Härad 31:1                       | Röse                             |              | Härad, Södermanland |                   | 59.347144, 16.856607 | 10033600310001 | Ladda upp en bild av detta fornminne      |
| Härad 31:2                       | Stensättning                     |              | Härad, Södermanland |                   | 59.347040, 16.857159 | 10033600310002 | Ladda upp en bild av detta fornminne      |
| Härad 32:1                       | Röse                             |              | Härad, Södermanland |                   | 59.349034, 16.858970 | 10033600320001 | Ladda upp en bild av detta fornminne      |
| Härad 32:2                       | Stensättning                     |              | Härad, Södermanland |                   | 59.348949, 16.859151 | 10033600320002 | Ladda upp en bild av detta fornminne      |
| Härad 33:1                       | Stensättning                     |              | Härad, Södermanland |                   | 59.348900, 16.859771 | 10033600330001 | Ladda upp en bild av detta fornminne      |
| Härad 34:1                       | Röse                             |              | Härad, Södermanland |                   | 59.350592, 16.859188 | 10033600340001 | Ladda upp en bild av detta fornminne      |
| Härad 35:1                       | Stensättning                     |              | Härad, Södermanland |                   | 59.345138, 16.856354 | 10033600350001 | Ladda upp en bild av detta fornminne      |
| Härad 35:2                       | Stensättning                     |              | Härad, Södermanland |                   | 59.345056, 16.856456 | 10033600350002 | Ladda upp en bild av detta fornminne      |
| Härad 37:1                       | Stensättning                     |              | Härad, Södermanland |                   | 59.349895, 16.851847 | 10033600370001 | Ladda upp en bild av detta fornminne      |
| Härad 38:1                       | Stensättning                     |              | Härad, Södermanland |                   | 59.351372, 16.844701 | 10033600380001 | Ladda upp en bild av detta fornminne      |
| Härad 39:1                       | Stensättning                     |              | Härad, Södermanland |                   | 59.352112, 16.849759 | 10033600390001 | Ladda upp en bild av detta fornminne      |
| Härad 40:1                       | Röse                             |              | Härad, Södermanland |                   | 59.351637, 16.847678 | 10033600400001 | Ladda upp en bild av detta fornminne      |
| Härad 41:1                       | Stensättning                     |              | Härad, Södermanland |                   | 59.351561, 16.846373 | 10033600410001 | Ladda upp en bild av detta fornminne      |
| Härad 42:1                       | Stensättning                     |              | Härad, Södermanland |                   | 59.351040, 16.843923 | 10033600420001 | Ladda upp en bild av detta fornminne      |
| Härad 42:2                       | Stensättning                     |              | Härad, Södermanland |                   | 59.351010, 16.844112 | 10033600420002 | Ladda upp en bild av detta fornminne      |
| Borgen på Ansholmen (Härad 44:1) | Röse                             |              | Härad, Södermanland |                   | 59.373167, 16.866141 | 10033600440001 | Ladda upp en bild av detta fornminne      |
| Härad 45:1                       | Röse                             |              | Härad, Södermanland |                   | 59.370197, 16.868819 | 10033600450001 | Ladda upp en bild av detta fornminne      |
| Härad 46:1                       | Stensättning                     |              | Härad, Södermanland |                   | 59.363221, 16.880816 | 10033600460001 | Ladda upp en bild av detta fornminne      |
| Härad 47:1                       | Gravfält                         |              | Härad, Södermanland |                   | 59.360772, 16.868606 | 10033600470001 | Ladda upp en bild av detta fornminne      |
| Härad 47:2                       | Stensättning                     |              | Härad, Södermanland |                   | 59.361415, 16.868642 | 10033600470002 | Ladda upp en bild av detta fornminne      |
| Härad 48:1                       | Gravfält                         |              | Härad, Södermanland |                   | 59.359880, 16.869881 | 10033600480001 | Ladda upp en bild av detta fornminne      |
| Härad 50:1                       | Gravfält                         |              | Härad, Södermanland |                   | 59.360585, 16.865002 | 10033600500001 | Ladda upp en bild av detta fornminne      |
| Härad 51:1                       | Stensättning                     |              | Härad, Södermanland |                   | 59.362498, 16.886410 | 10033600510001 | Ladda upp en bild av detta fornminne      |
| Härad 51:2                       | Stensättning                     |              | Härad, Södermanland |                   | 59.362457, 16.886756 | 10033600510002 | Ladda upp en bild av detta fornminne      |
| Jättkyrkan (Härad 52:1)          | Fornborg                         |              | Härad, Södermanland |                   | 59.365242, 16.903133 | 10033600520001 | Ladda upp en bild av detta fornminne      |
| Härad 53:1                       | Gravfält                         |              | Härad, Södermanland |                   | 59.372442, 16.929911 | 10033600530001 | Ladda upp en bild av detta fornminne      |
| Sö 327/Gökstenen (Härad 53:2)    | Runristning                      |              | Härad, Södermanland | Göksten/Näsbyholm | 59.372855, 16.930494 | 10033600530002 | Ladda upp en till bild av detta fornminne |
| Sö 325 (Härad 56:1)              | Runristning                      |              | Härad, Södermanland | Härads kyrka      | 59.359984, 16.909214 | 10033600560001 | Ladda upp en till bild av detta fornminne |
| Sö 326 (Härad 57:1)              | Runristning                      |              | Härad, Södermanland | Härads kyrka      | 59.359864, 16.909536 | 10033600570001 | Ladda upp en bild av detta fornminne      |
| Härad 61:1                       | Gravfält                         |              | Härad, Södermanland |                   | 59.358835, 16.873342 | 10033600610001 | Ladda upp en bild av detta fornminne      |
| Härad 62:1                       | Gravfält                         |              | Härad, Södermanland |                   | 59.355412, 16.861219 | 10033600620001 | Ladda upp en bild av detta fornminne      |
| Härad 63:1                       | Ristning, medeltid/historisk tid |              | Härad, Södermanland |                   | 59.347344, 16.889570 | 10033600630001 | Ladda upp en bild av detta fornminne      |
| Härad 64:1                       | Gravhägnad                       |              | Härad, Södermanland |                   | 59.347555, 16.888029 | 10033600640001 | Ladda upp en bild av detta fornminne      |
| Härad 64:2                       | Stensättning                     |              | Härad, Södermanland |                   | 59.347567, 16.888020 | 10033600640002 | Ladda upp en bild av detta fornminne      |
| Härad 65:1                       | Gravfält                         |              | Härad, Södermanland |                   | 59.347736, 16.893679 | 10033600650001 | Ladda upp en bild av detta fornminne      |
| Härad 66:1                       | Stensättning                     |              | Härad, Södermanland |                   | 59.359367, 16.870140 | 10033600660001 | Ladda upp en bild av detta fornminne      |
| Härad 67:1                       | Stensättning                     |              | Härad, Södermanland |                   | 59.351539, 16.850134 | 10033600670001 | Ladda upp en bild av detta fornminne      |
| Härad 67:2                       | Stensättning                     |              | Härad, Södermanland |                   | 59.351362, 16.850190 | 10033600670002 | Ladda upp en bild av detta fornminne      |
| Härad 68:1                       | Stensättning                     |              | Härad, Södermanland |                   | 59.367766, 16.926861 | 10033600680001 | Ladda upp en bild av detta fornminne      |
| Härad 70:1                       | Gravfält                         |              | Härad, Södermanland |                   | 59.363372, 16.913850 | 10033600700001 | Ladda upp en bild av detta fornminne      |
| Härad 71:2                       | Hög                              |              | Härad, Södermanland |                   | 59.358788, 16.891425 | 10033600710002 | Ladda upp en bild av detta fornminne      |
| Härad 71:3                       | Hög                              |              | Härad, Södermanland |                   | 59.358702, 16.891637 | 10033600710003 | Ladda upp en bild av detta fornminne      |
| Härad 73:1                       | Stensättning                     |              | Härad, Södermanland |                   | 59.361435, 16.887556 | 10033600730001 | Ladda upp en bild av detta fornminne      |
| Härad 76:1                       | Fornborg                         |              | Härad, Södermanland |                   | 59.340372, 16.906206 | 10033600760001 | Ladda upp en bild av detta fornminne      |
| Härad 78:2                       | Stensättning                     |              | Härad, Södermanland |                   | 59.364939, 16.867725 | 10033600780002 | Ladda upp en bild av detta fornminne      |
| Härad 78:4                       | Stensättning                     |              | Härad, Södermanland |                   | 59.364935, 16.867506 | 10033600780004 | Ladda upp en bild av detta fornminne      |
| Härad 96:1                       | Stensättning                     |              | Härad, Södermanland |                   | 59.368439, 16.937304 | 10033600960001 | Ladda upp en bild av detta fornminne      |
| Härad 100:1                      | Stensättning                     |              | Härad, Södermanland |                   | 59.362305, 16.868433 | 10033601000001 | Ladda upp en bild av detta fornminne      |
| Härad 101:1                      | Hällristning                     |              | Härad, Södermanland |                   | 59.363583, 16.869758 | 10033601010001 | Ladda upp en bild av detta fornminne      |
| Härad 102:1                      | Hällristning                     |              | Härad, Södermanland |                   | 59.356426, 16.875680 | 10033601020001 | Ladda upp en bild av detta fornminne      |
| Härad 104:1                      | Stensättning                     |              | Härad, Södermanland |                   | 59.362577, 16.902277 | 10033601040001 | Ladda upp en bild av detta fornminne      |
| Härad 105:1                      | Stensättning                     |              | Härad, Södermanland |                   | 59.347510, 16.889191 | 10033601050001 | Ladda upp en bild av detta fornminne      |
| Härad 108:1                      | Hällristning                     |              | Härad, Södermanland |                   | 59.348604, 16.859335 | 10033601080001 | Ladda upp en bild av detta fornminne      |
| Härad 111:1                      | Gravfält                         |              | Härad, Södermanland |                   | 59.358496, 16.924465 | 10033601110001 | Ladda upp en bild av detta fornminne      |
| Härad 112:1                      | Gravfält                         |              | Härad, Södermanland |                   | 59.349332, 16.865907 | 10033601120001 | Ladda upp en bild av detta fornminne      |
| Härad 114:1                      | Stensättning                     |              | Härad, Södermanland |                   | 59.349650, 16.859971 | 10033601140001 | Ladda upp en bild av detta fornminne      |
| Härad 118:1                      | Stensättning                     |              | Härad, Södermanland |                   | 59.358150, 16.909559 | 10033601180001 | Ladda upp en bild av detta fornminne      |
| Härad 121:2                      | Stensättning                     |              | Härad, Södermanland |                   | 59.359195, 16.889534 | 10033601210002 | Ladda upp en bild av detta fornminne      |
| Rom (Härad 122:1)                | Lägenhetsbebyggelse              |              | Härad, Södermanland |                   | 59.367983, 16.942207 | 10033601220001 | Ladda upp en bild av detta fornminne      |
| Härad 128                        | Gravfält                         |              | Härad, Södermanland |                   | 59.348448, 16.903014 | 12000000006619 | Ladda upp en bild av detta fornminne      |
| Härad 139                        | Husgrund, historisk tid          |              | Härad, Södermanland |                   | 59.371173, 16.928927 | 12000000006631 | Ladda upp en bild av detta fornminne      |
| Härad 142                        | Stensättning                     |              | Härad, Södermanland |                   | 59.359575, 16.868864 | 12000000006634 | Ladda upp en bild av detta fornminne      |
| Härad 145                        | Stensättning                     |              | Härad, Södermanland |                   | 59.349666, 16.852559 | 12000000006637 | Ladda upp en bild av detta fornminne      |
| Härad 147                        | Stensättning                     |              | Härad, Södermanland |                   | 59.351856, 16.847723 | 12000000006639 | Ladda upp en bild av detta fornminne      |
| Härad 150                        | Stensättning                     |              | Härad, Södermanland |                   | 59.369626, 16.930612 | 12000000006642 | Ladda upp en bild av detta fornminne      |
| Härad 151                        | Stensättning                     |              | Härad, Södermanland |                   | 59.351723, 16.846603 | 12000000006643 | Ladda upp en bild av detta fornminne      |
| Härad 164                        | Stensättning                     |              | Härad, Södermanland |                   | 59.372930, 16.866534 | 12000000007047 | Ladda upp en bild av detta fornminne      |
| Härad 166                        | Grav markerad av sten/block      |              | Härad, Södermanland |                   | 59.370190, 16.868389 | 12000000007049 | Ladda upp en bild av detta fornminne      |
| Asphult (Härad 173)              | Lägenhetsbebyggelse              |              | Härad, Södermanland |                   | 59.347514, 16.932980 | 12000000007064 | Ladda upp en bild av detta fornminne      |
| Svarvaretorp (Härad 176)         | Lägenhetsbebyggelse              |              | Härad, Södermanland |                   | 59.348153, 16.935946 | 12000000007067 | Ladda upp en bild av detta fornminne      |
| Gavelstugan (Härad 193)          | Lägenhetsbebyggelse              |              | Härad, Södermanland |                   | 59.312808, 16.838796 | 12000000007104 | Ladda upp en bild av detta fornminne      |
| Härad 194                        | Stensättning                     |              | Härad, Södermanland |                   | 59.336611, 16.852777 | 12000000007105 | Ladda upp en bild av detta fornminne      |
| Skogstorp (Härad 196)            | Lägenhetsbebyggelse              |              | Härad, Södermanland |                   | 59.317540, 16.895945 | 12000000007107 | Ladda upp en bild av detta fornminne      |
| Tobotorp (Härad 228)             | Lägenhetsbebyggelse              |              | Härad, Södermanland |                   | 59.307405, 16.844332 | 12000000008352 | Ladda upp en bild av detta fornminne      |
| Härad 241                        | Hällristning                     |              | Härad, Södermanland |                   | 59.364885, 16.875687 | 12000000009704 | Ladda upp en bild av detta fornminne      |
| Grindstugan (Härad 249)          | Lägenhetsbebyggelse              |              | Härad, Södermanland |                   | 59.317408, 16.881928 | 12000000009713 | Ladda upp en bild av detta fornminne      |
| Giöksbacke (Härad 255)           | Lägenhetsbebyggelse              |              | Härad, Södermanland |                   | 59.366538, 16.938370 | 12000000009719 | Ladda upp en bild av detta fornminne      |
| Ekesvallen (Härad 265)           | Lägenhetsbebyggelse              |              | Härad, Södermanland |                   | 59.323930, 16.876244 | 12000000010132 | Ladda upp en bild av detta fornminne      |
| Härad 273                        | Stensättning                     |              | Härad, Södermanland |                   | 59.347425, 16.857553 | 12000000030088 | Ladda upp en bild av detta fornminne      |
| Härad 274                        | Stensättning                     |              | Härad, Södermanland |                   | 59.346928, 16.858666 | 12000000030089 | Ladda upp en bild av detta fornminne      |
| Härad 275                        | Stensättning                     |              | Härad, Södermanland |                   | 59.346203, 16.856611 | 12000000030090 | Ladda upp en bild av detta fornminne      |
| Härad 276                        | Stensättning                     |              | Härad, Södermanland |                   | 59.346916, 16.858509 | 12000000030091 | Ladda upp en bild av detta fornminne      |
| Härad 277                        | Stensättning                     |              | Härad, Södermanland |                   | 59.346273, 16.856275 | 12000000030092 | Ladda upp en bild av detta fornminne      |
| Härad 278                        | Stensättning                     |              | Härad, Södermanland |                   | 59.346856, 16.857694 | 12000000030093 | Ladda upp en bild av detta fornminne      |
| Härad 279                        | Stensättning                     |              | Härad, Södermanland |                   | 59.346642, 16.857527 | 12000000030094 | Ladda upp en bild av detta fornminne      |
| Härad 281                        | Stensättning                     |              | Härad, Södermanland |                   | 59.354184, 16.881828 | 12000000040325 | Ladda upp en bild av detta fornminne      |
| Härad 286                        | Stensättning                     |              | Härad, Södermanland |                   | 59.354920, 16.909264 | 12000000040707 | Ladda upp en bild av detta fornminne      |
| Gjöckstenstorp (Härad 287)       | Lägenhetsbebyggelse              |              | Härad, Södermanland |                   | 59.365804, 16.936360 | 12000000040712 | Ladda upp en bild av detta fornminne      |
| Härad 289                        | Grav markerad av sten/block      |              | Härad, Södermanland |                   | 59.365240, 16.866617 | 12000000040719 | Ladda upp en bild av detta fornminne      |
| Härad 297                        | Hällristning                     |              | Härad, Södermanland |                   | 59.363250, 16.914008 | 12000000127917 | Ladda upp en bild av detta fornminne      |
| Strängnäs 334:1                  | Gravfält                         |              | Härad, Södermanland |                   | 59.370852, 16.944968 | 10037003340001 | Ladda upp en bild av detta fornminne      |